# Aldabra
Aldabra je po površini kopna (155 km²) drugi po veličini atol na svijetu (poslije Kiritimatija). Ovaj koraljni otok u Indijskom oceanu upravno pripada Sejšelima, ali je bliži afričkom kopnu - nalazi se 426 km sjeverozapadno od Madagaskara i isto toliko sjeveroistočno od Komora. 
Aldabra se sastoji iz četiri otoka u pravcu kazaljke na satu: Picard  ili Zapadni otok (9,4 km²), Polymnie (4,75 km²), Malabar ili Srednji otok (26,8 km²) i Grand Terre (južni otok, 116,1 km²). Prostire se 34 km u dužinu i 14,5 km u širinu, a unutarnja laguna ima površinu od 224 km².
Atol je rezervat prirode pod strogim režimom zaštite jer posjeduje jedinstvenu floru i faunu (kao što je Aldabraska divovska kornjača, Aldabrachelys gigantea) i najvažnije je mjesto gdje Golema želva polaže jaja na svijetu. Zbog toga je još 1982. godine upisan na UNESCO-ov popis mjesta svjetske baštine u Africi i zaštićen Ramsarskom konvencijom. 
Nenaseljen je i iznimno izoliran, te na njemu privremeno obitavaju ribolovci tijekom lova i nekolicina znanstvenika koji se brinu o zaštiti njegovog ekosustava. No, postoji mogućnost izleta na atol za turiste brodom uz strogu pratnju čuvara rezervata.

## Živi svijet
Najranije proučavanje flore i faune, ali i geomorfološke strukture bilo je 1910. godine. Na Aldabri postoji 307 vrsta životinja i biljaka. Gmazovi su istaknuta kopnena fauna. Sir David Attenborough nazvao je Aldabru "Jednim od svjetskih čuda", a poznata je i kao jedan od "dragulja krune" Indijskog oceana.

### Flora
Viša područja Aldabre prekrivena su pemphisom, gustim obalnim grmljem, dok su niža područja, dom divovskih kornjača, mješavina drveća, grmlja, bilja i trave. Na atolu su zabilježene 273 vrste cvjetnica, grmova i paprati. Tu su guste šikare Pemphis acidula i mješavina trava i bilja koja se u mnogim područjima naziva "kornjačina trava". Ova flora uključuje 19 endemskih vrsta i 22 vrste koje su zajedničke samo susjednim otocima, a nekoliko od tih vrsta nalazi se na Crvenom popisu IUCN-a . Tropska ptica orhideja (Angraecum seychellarum) nacionalni je cvijet Sejšela i nalazi se u suhom krševitom vapnenačkom dijelu Aldabre. Druge endemske biljke uključuju Pandanus aldabrensis, Aldabarski ljiljan (Aloe aldabrensis) i podvrstu tropske orhideje, Angraecum eburneum.
Laguna je omeđena šumama mangrova i ima velike unutarnje livade morske trave, kao i područja koraljnih grebena i pješčanih ravnica. Mangrove, koje uspijevaju u plimnim muljevitim područjima i slanim uvjetima, mogu se vidjeti na obalama lagune i sastavni su dio obalnog ekosustava. Postoji sedam vrsta mangrova na Aldabri, od kojih su tri vrste koje se rijetko pojavljuju. To uključuje 'Mangliye blan' ili bijelu mangrovu (Avicennia marina) koja naraste do 12 metara, 'Mangliye lat' ili crna mangrova (Bruguiera gymnorhiza) koja naraste do 18 metara i stožastog je oblika, 'Mangliye zonn' (Ceriops tagal) koji naraste do 7 metara s poduprtim deblom i 'Mangliye rouz' ili crvena mangrova (Rhizophora mucronata) koja je najviša vrsta do 20 metara u visinu.

### Fauna
Atol ima osebujnu faunu uključujući najveću populaciju Aldabransku divovsku kornjaču (Aldabrachelys gigantea) na svijetu (100 000 životinja). Veličina kornjače značajno varira po atolu, ali odrasle kornjače obično imaju duljinu oklopa od 105 cm i mogu težiti do 350 kg. One su biljojedi i hrane se biljkama, drvećem i algama koje rastu u slatkovodnim bazenima. Kornjače se pare između veljače i svibnja, a zatim ženke polažu jaja od lipnja do rujna u područjima s odgovarajućim slojevima tla. Polažu jaja veličine golf loptica u leglu od tri do pet jaja svakih nekoliko godina u područjima visoke gustoće i 14-16 jaja u područjima niske gustoće. Ženke mogu položiti nekoliko legla godišnje, a razdoblje inkubacije je 73-160 dana. Mali ranjivi mladunci plijen su kokosovim rakovima, kopnenim rakovima, štakorima i pticama. U prošlosti su divovske kornjače bile premještene na druge otoke na Sejšelima i također u botanički vrt Victoria u Mahéu. Jedna od najdugovječnijih Aldabra divovskih kornjača bila je Adwaita, mužjak koji je umro u dobi od oko 250 godina u zoološkom vrtu Alipore u Kalkuti 24. ožujka 2006.
Aldabra je gnjezdilište karetne želve (Eretmochelys imbricata) i goleme želve (Chelonia mydas). Aldabra ima jednu od najvećih populacija zelenih kornjača koje se gnijezde u zapadnom Indijskom oceanu. Aldabra ima veliku populaciju najvećeg kopnenog artropoda na svijetu, kokosovog raka (Birgus latro); i ugošćuje bjelogrlu kokošicu (Dryolimnas cuvieri), jedinu preživjelu neleteću vrstu kokošice u Indijskom oceanu. Morski psi, mante i barakude nastanjuju mora koja okružuju otok. Tijekom pleistocena dominantni kopneni grabežljivac bio je krokodil Aldabrachampsus koji je danas izumro. Postoje tri postojeće vrste guštera, skink Cryptoblepharus boutonii i macaklini Phelsuma abbotti i Hemidactylus mercatorius. Pleistocenski fosili također ukazuju na bivšu prisutnost iguane Oplurus i drugih vrsta skinka i macaklina. Postoje tri endemske vrste šišmiša iz Aldabre: Paratriaenops pauliani, Chaerephon pusilla i Aldabarska leteća lisica (Pteropus aldabrensis), kao i šire rasprostranjeni mauricijanski grobni šišmiš (Taphozous mauritianus). Postoji 1000 vrsta kukaca, od kojih su mnogi endemični. Oko Aldabre lepršaju i mnoge vrste leptira.
Endemske ptice uključuju sejšelski drongo (Dicrurus aldabranus), Aldabransku podvrstu bjelogrle kokošice (Dryolimnas cuvieri aldabranus), posljednju preživjelu pticu neletačicu u regiji Indijskog oceana, i endem žućkastotrba pletilja (Foudia aldabrana), Otoci su važna mjesta za razmnožavanje tisuća morskih ptica, uključujući nekoliko vrsta čigri, crvenorepe fetone (Phaethon rubricauda), žutokljune fetone (Phaethon lepturus), crvenonoge blune (Sula sula) i drugu najveću populaciju smeđokrilih i malih brzana na svijetu. Fauna ptica najsličnija je Madagaskaru ili Komorima, a ostale ptice koje se ovdje nalaze uključuju plamence, plavokljune čaplje (Ardeola idae), komorske voćarice  (Alectroenas sganzini), madagaskarsku vjetrušu (Falco newtoni), madagaskarskog kukala (Centropus toulou), madagaskarskog legnja (Caprimulgus madagascariensis), madagaskarskog bulbula (Hypsipetes madagascariensis) i madagaskarskog medosasa (Cinnyris sovimanga).
Najmanje 13 vrsta kitova, uključujući dupine, orke i posebno grbave kitove, je identificirano u vodama. Dugonzi, za koje se smatralo da su regionalno izumrli u 18. stoljeću, više su puta potvrđene posljednjih godina.

## Geografija
Atol Aldabra nalazi se na krajnjem jugozapadnom dijelu Sejšela, a bliže je obali Afrike 630 km nego otoku Mahé. Nalazi se 407 km sjeverozapadno od Madagaskara i 440 km od otoka  Moroni na Komorskim otocima. Atol je najveći uzdignuti koraljni greben na svijetu s nadmorskom visinom od 8 metara; i drugi po veličini atol na svijetu nakon atola Kiritimati. Pripada skupini Aldabra, jednoj od otočnih skupina vanjskih otoka Sejšela, koja uključuje otok Assumption i atole Astove i Cosmoledo. Atol Aldabra dugačak je 34 kilometra (u smjeru istok-zapad) i širok 13 km. Ima veliku plitku lagunu, površine 196 km², koja je oko dvije trećine suha tijekom oseke. Laguna je okružena rubnim koraljnim grebenom.
Oko ruba lagune nalaze se veći otoci atola. Ukupna kopnena površina atola je 155.4 km².  Veličina uključujući lagunu je 380 km² . Vanjski rub atola ima tri prolaza koji se spajaju s lagunom, koji se na izlazu prema moru šire do 6–10 km. Dubina vode u laguni je prosječno oko 5 metar; međutim, prolazi koji izlaze prema moru su duboki  do 20 metara i pod jakim utjecajem plimnih struja.

### Otoci
Atol Aldabra ima, osim četiri veća otoka, nekih 40 manjih otoka i hridi, sve unutar lagune, kao i nekoliko vrlo malih otočića u Zapadnim kanalima između otoka Grand Terre i otoka Picard, od kojih su najveći Îlot Magnan (0.032 km²)
|    | Otok             | Sobriquet           | Vrsta | Koordinate                                   | Površina (hektara) | Duljina obale (km) | Duljina (km) | Širina (km) | visina (m) |
| -- | ---------------- | ------------------- | ----- | -------------------------------------------- | ------------------ | ------------------ | ------------ | ----------- | ---------- |
| 1  | Picard           | West                | otok  | 09°22′55″S 46°13′10″E / 9.38194°S 46.21944°E | 928.70             | 25.80              | 3.20         | 3.90        | 0.00       |
| 2  | Polymnie         |                     | otok  | 09°22′28″S 46°15′35″E / 9.37444°S 46.25972°E | 193.60             | 10.40              | 1.01         | 3.42        | 0.00       |
| 3  | North Niçois     | Îlot Niçois Nord    | otok  | 09°22′47″S 46°15′27″E / 9.37972°S 46.25750°E | 2.80               | 0.94               | 0.38         | 0.09        | 0.00       |
| 4  | Južni Niçois     | Îlot Niçois Sud     | otok  | 09°22′48″S 46°15′20″E / 9.38000°S 46.25556°E | 0.73               | 0.35               | 0.13         | 0.06        | 0.00       |
| 5  | Gros             | Gros ÎIot Gionnet   | otok  | 09°22′56″S 46°16′28″E / 9.38222°S 46.27444°E | 4.00               | 1.08               | 0.40         | 0.12        | 0.00       |
| 6  | Petite           | Petite ÎIot Gionnet | otok  | 09°22′53″S 46°16′26″E / 9.38139°S 46.27389°E | 0.48               | 0.29               | 0.10         | 0.05        | 0.00       |
| 7  | Malabar          | Middle              | otok  | 09°22′50″S 46°20′00″E / 9.38056°S 46.33333°E | 2650.50            | 52.5               | 2.00         | 17.70       | 0.00       |
| 8  | Verte            | Île Verte           | otok  | 09°22′59″S 46°26′04″E / 9.38306°S 46.43444°E | 4.15               | 1.50               | 0.43         | 0.12        | 0.00       |
| 9  | Marquoix         | Îlot Marquoix       | otok  | 09°23′05″S 46°25′56″E / 9.38472°S 46.43222°E | 1.62               | 0.88               | 0.25         | 0.11        | 0.00       |
| 10 | Sjeverni Coconut |                     | otok  | 09°23′38″S 46°27′30″E / 9.39389°S 46.45833°E | 52.30              | 4.40               | 0.9          | 0.7         | 0.00       |
| 11 | Južni Coconut    |                     | otok  | 09°24′12″S 46°27′40″E / 9.40333°S 46.46111°E | 58.10              | 4.26               | 1.1          | 0.6         | 0.00       |
| 12 | Michael          | Île Michel          | otok  | 09°24′28″S 46°26′55″E / 9.40778°S 46.44861°E | 37.00              | 5.57               | 1.45         | 0.44        | 0.00       |
| 13 | Petit Mentor     | Petit Mentor Endans | otok  | 09°26′13″S 46°22′10″E / 9.43694°S 46.36944°E | 0.10               | 0.10               | 0.03         | 0.03        | 0.00       |
| 14 | Gros             | Gros ÎIot Sésame    | otok  | 09°27′25″S 46°15′53″E / 9.45694°S 46.26472°E | 2.35               | 0.93               | 0.36         | 0.07        | 0.00       |
| 15 | Petit            | Petit ÎIot Sésame   | otok  | 09°27′34″S 46°15′58″E / 9.45944°S 46.26611°E | 0.20               | 0.20               | 0.06         | 0.04        | 0.00       |
| 16 | Grand Terre      | South               | otok  | 09°28′00″S 46°19′00″E / 9.46667°S 46.31667°E | 11400              | 106.65             | 34.10        | 8.50        | 0.00       |
| 17 | Moustiques       | Île Moustiques      | otok  | 09°26′15″S 46°14′11″E / 9.43750°S 46.23639°E | 29.30              | 3.10               | 0.9          | 0.4         | 0.00       |
| 18 | Euphrates        | Île Esprit          | otok  | 09°25′40″S 46°15′00″E / 9.42778°S 46.25000°E | 36.10              | 2.77               | 1.05         | 0.5         | 0.00       |
| 19 | Sylvestre West   |                     | otok  | 09°25′37″S 46°15′22″E / 9.42694°S 46.25611°E | 0.40               | 0.30               | 0.05         | 0.1         | 0.00       |
| 20 | Sylvestre East   |                     | otok  | 09°25′36″S 46°15′26″E / 9.42667°S 46.25722°E | 0.20               | 0.20               | 0.05         | 0.04        | 0.00       |
| 21 | Chalen           |                     | otok  | 09°25′07″S 46°13′36″E / 9.41861°S 46.22667°E | 0.35               | 0.50               | 0.18         | 0.1         | 0.00       |
| 22 | Grabeau          |                     | otok  | 09°25′00″S 46°12′42″E / 9.41667°S 46.21167°E | 1.24               | 0.00               | 0.00         | 0.00        | 0.00       |
| 22 | Grande Magnan    | Îlot Grande Magnan  | otok  | 09°25′00″S 46°12′42″E / 9.41667°S 46.21167°E | 5.15               | 0.00               | 0.00         | 0.00        | 0.00       |
| 22 | Petite Magnan    | Îlot Petite Magnan  | otok  | 09°25′00″S 46°21′00″E / 9.41667°S 46.35000°E | 2.36               | 0.00               | 0.00         | 0.00        | 0.00       |
| 22 | Lanier           |                     | otok  | 09°25′00″S 46°21′00″E / 9.41667°S 46.35000°E | 1.03               | 0.00               | 0.00         | 0.00        | 0.00       |
| 22 | Dubois           |                     | otok  | 09°25′00″S 46°21′00″E / 9.41667°S 46.35000°E | 2.73               | 0.00               | 0.00         | 0.00        | 0.00       |
| 22 | Yangue           |                     | otok  | 09°25′00″S 46°21′00″E / 9.41667°S 46.35000°E | 1.65               | 0.00               | 0.00         | 0.00        | 0.00       |
| 22 | Emile            |                     | otok  | 09°25′00″S 46°21′00″E / 9.41667°S 46.35000°E | 5.05               | 0.00               | 0.00         | 0.00        | 0.00       |
|    | Atol Aldabra     |                     | Atol  | 09°25′00″S 46°21′00″E / 9.41667°S 46.35000°E | 15520.00           |                    |              |             | 16         |

### Ptice
1. Actitis hypoleucos
2. Alectroenas sganzini
3. Amaurornis flavirostra
4. Anas querquedula
5. Anthus trivialis
6. Ardea cinerea
7. Ardeola idae
8. Bubulcus ibis
9. Butorides striata
10. Caprimulgus madagascariensis
11. Centropus toulou
12. Charadrius asiaticus
13. Charadrius hiaticula
14. Charadrius leschenaultii
15. Chlidonias leucopterus
16. Cisticola cherina
17. Corvus albus
18. Dicrurus aldabranus
19. Dromas ardeola
20. Dryolimnas cuvieri
21. Falco eleonorae
22. Falco newtoni
23. Foudia eminentissima
24. Gygis alba
25. Hydroprogne caspia
26. Hypsipetes madagascariensis
27. Larus fuscus
28. Limosa lapponica
29. Mirafra hova
30. Nesillas aldabrana
31. Numenius phaeopus
32. Pluvialis fulva
33. Sterna hirundo
34. Sternula albifrons
35. Streptopelia picturata
36. Thalasseus bengalensis
37. Threskiornis aethiopicus
38. Tringa glareola
39. Turnix nigricollis
40. Zosterops maderaspatanus

### Sisavci
- Pteropus aldabrensis
- Pteropus seychellensis
- Taphozous mauritianus
- Triaenops furculus

### Gmazovi
1. Aldabrachelys gigantea (sin.: Dipsochelys dussumieri)
2. Cryptoblepharus aldabrae
3. Cryptoblepharus bitaeniatus
4. Cryptoblepharus caudatus
5. Cryptoblepharus gloriosus
6. Cryptoblepharus poecilopleurus paschalis
7. Hemidactylus mabouia
8. Lygodactylus insularis
9. Phelsuma abbotti
10. Trachylepis infralineata
11. Zonosaurus madagascariensis

## Vanjske poveznice
- Aldabra na stranicama Ministarstva okoliša Sejšela (engl.)
- Aldabra pomorski program (engl.)
- Fotografije životinja s atola Aldabra